# Osarenren Okungbowa
Osarenren Okungbowa (* 13. Mai 1994 in Wien) ist ein österreichischer Fußballspieler.

## Karriere
Okungbowa begann seine Karriere beim SV Hirschstetten. 2009 wechselte er zum SV Essling. Bereits nach einem halben Jahr verließ er Essling wieder und schloss sich dem SR Donaufeld Wien an. Im Juni 2010 debütierte er für Donaufeld in der Wiener Stadtliga, als er am 29. Spieltag der Saison 2009/10 gegen den IC Favoriten in der Startelf stand.
Zur Saison 2010/11 wechselte Okungbowa in die Akademie des SK Rapid Wien. Im Mai 2012 spielte er erstmals für die Regionalligamannschaft von Rapid, als er am 28. Spieltag der Saison 2011/12 gegen den SC Columbia Floridsdorf in der 84. Minute für Louis Schaub eingewechselt wurde. Im November 2012 stand Okungbowa erstmals im Profikader von Rapid.
Von März 2014 bis Jänner 2016 absolvierte Okungbowa verletzungsbedingt kein einziges Spiel. Sein Comeback gab er schließlich im Februar 2016 in einem Testspiel gegen die Amateure der SV Mattersburg.
Im November 2016 debütierte Okungbowa schließlich für die Profis, als er am 16. Spieltag der Saison 2016/17 gegen den SK Sturm Graz in der Startelf stand.
Zur Saison 2018/19 wechselte er zum SKN St. Pölten, bei dem er einen bis Juni 2019 laufenden Vertrag erhielt. Nachdem er zu keinem Ligaeinsatz für die Niederösterreicher gekommen war, wechselte er im Jänner 2019 zum Zweitligisten Floridsdorfer AC.
Zur Saison 2020/21 wechselte Okungbowa nach Deutschland in die 3. Liga zum VfB Lübeck. Er unterschrieb beim Aufsteiger einen Einjahresvertrag und traf auf seinen Landsmann und Cheftrainer Rolf Martin Landerl. Okungbowa verließ den FAC bereits im Juli vor dem Saisonende, das aufgrund der COVID-19-Pandemie auf Ende Juli verschoben worden war. Beim VfB gehörte Okungbowa mit 31 Drittligaeinsätzen (25 von Beginn), in denen er 2 Tore erzielte, zum Stammpersonal. Jedoch konnte er den Abstieg in die Regionalliga Nord nicht verhindern und verließ den Verein nach einem Jahr mit seinem Vertragsende.
Zur Saison 2021/22 schloss sich Okungbowa in der Regionalliga Südwest den Kickers Offenbach an. Er folgte damit seinem vorherigen Lübecker Teamkollegen Moody Chana. Für die Kickers kam er zu 29 Regionalligaeinsätzen, in denen er drei Tore erzielte. Im August 2022 kehrte der Defensivmann in seine Heimat zurück und wechselte zum Bundesligisten WSG Tirol. Für die WSG lief er in drei Jahren insgesamt 53 Mal in der Bundesliga auf.
Zur Saison 2025/26 wechselte Okungbowa eine Liga tiefer zu Zweitligist First Vienna FC, bei dem er einen bis 2027 laufenden Vertrag erhielt.